# Chinua Achebe
Chinua Achebe (16. listopadu 1930 Ogidi, Nigérie – 21. března 2013 Boston, USA), narozen jako Albert Chinụalụmọgụ Achebe, byl nigerijský romanopisec, básník, profesor a kritik. Známý je především svým prvním románem Things Fall Apart, který je nejčtenější knihou moderní africké literatury.
Jeho rodiče Isaiah Okafo Achebe a Janet Anaenechi Iloegbunam Achebe konvertovali ke křesťanství. Po narození jejich nejmladší dcery se rodina přestěhovala do otcova iboského rodného města Ogidi v jihovýchodní Nigérii, kde se pak narodil a vyrůstal Chinua Achebe. Měl pět sourozenců: Frank Okwuofu, John Chukwuemeka Ifeanyichukwu, Zinobia Uzoma, Augustine Nduka a Grace Nwanneka. Matka a jeho starší sestra Zinobia Uzoma mu v dětství vyprávěly spoustu příběhů a jeho pozdější dílo se vztahuje k orální historii a původním hodnotám kmene Igbo v předkolonizační Africe. V roce 1936 započal školní docházku. Díky své inteligenci byl rychle přeřazen do vyššího ročníku. Ve škole dosahoval vynikajících výsledků a získal stipendium pro svá vysokoškolská studia. Začal se velmi zajímat o světová náboženství a tradiční africké kultury a jako student na univerzitě začal psát povídky. Po vystudování pracoval v nigerijském rozhlasu a brzy se přestěhoval do Lagosu. V roce 1958 si získal celosvětovou pozornost románem Things Fall Apart. Dále napsal romány No Longer at Ease (1960, Už nikdy klid, česky 1964), Arrow of God (1964), A Man of the People (1966, Muž z lidu, česky 1979) a Anthills of the Savannah (1987). Své romány píše anglicky a obhajuje používání angličtiny, jazyka kolonizátorů, v africké literatuře. V roce 1975 se předmětem sporu stala jeho přednáška An Image of Africa: Racism in Conrad's "Heart of Darkness" (Obraz Afriky: Rasismus v Conradově „Srdci temnoty“), v níž
Conrada kritizuje jako rasistu.
Když se roku 1967 od Nigérie oddělila Biafra, stal se Achebe oddaným zastáncem nezávislosti Biafry a působil jako diplomat ve službách tohoto nového národa. Občanská válka pustošila obyvatelstvo, a jelikož si hladomor a násilnosti vybíraly krutou daň, žádal o pomoc Evropu a Ameriku. Když roku 1970 nigerijská vláda oblast Biafry opět převzala, byl Achebe i nadále politicky aktivní, ale brzy na politiku rezignoval, neboť byl frustrován korupcí a elitářstvím, jichž byl svědkem. V sedmdesátých letech žil několik roků ve Spojených státech a v roce 1990 se po dopravní nehodě, v jejímž důsledku se stal částečně invalidním, do USA vrátil.
Achebeho romány se zaměřují na tradice iboské společnosti, důsledky působení křesťanství a střet hodnot během koloniální éry a po ní.

## Dílo v češtině
- Svět se rozpadá (Things Fall Apart), přeložil Vladimír Klíma, Praha : BB art, 2003, ISBN 80-7341-031-1. Příběh domorodého muže Okonkwoa popisuje rodinu, zvyky a fungování společnosti ve vesnicích kmene Igbo a také vliv britského kolonialismu a křesťanských misionářů na konci 19. století.
- Muž z lidu (A Man of the People), přeložil Vladimír Klíma, Praha : Práce, 1979. Satirický román z roku 1966 líčí příběh Odiliho a jeho střet s bývalým učitelem Nanga v nejmenované africké zemi. Odili představuje mladou generaci, která přijímá nové hodnoty, zatímco jeho konzervativní učitel se věnuje politické kariéře. Čtvrtý román Chinua Achebeho končí vojenským převratem.
- Už nikdy klid (No Longer at Ease) přeložil Jiří Valja, Praha : SNKLU, 1964. Příběh navazuje na první Achebeho knihu Svět se rozpadá. Vnuk Okonkwoa opouští vesnické prostředí, aby získal vzdělání Londýně a místo v koloniální službě. Po návratu si stále více uvědomuje rozdíly mezi západním a africkým světem. Po přijetí úplatku se dostává do finančních potíží a hroutí se mu svět jeho hodnot.